# Okocim

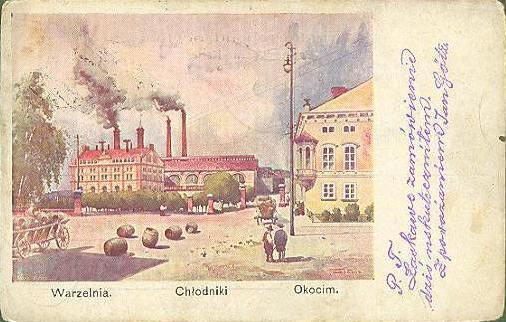
Окоцимская пивоварня на открытке 1900 года. Слева направо — «Пивоварня. Охлаждение. Окоцим».

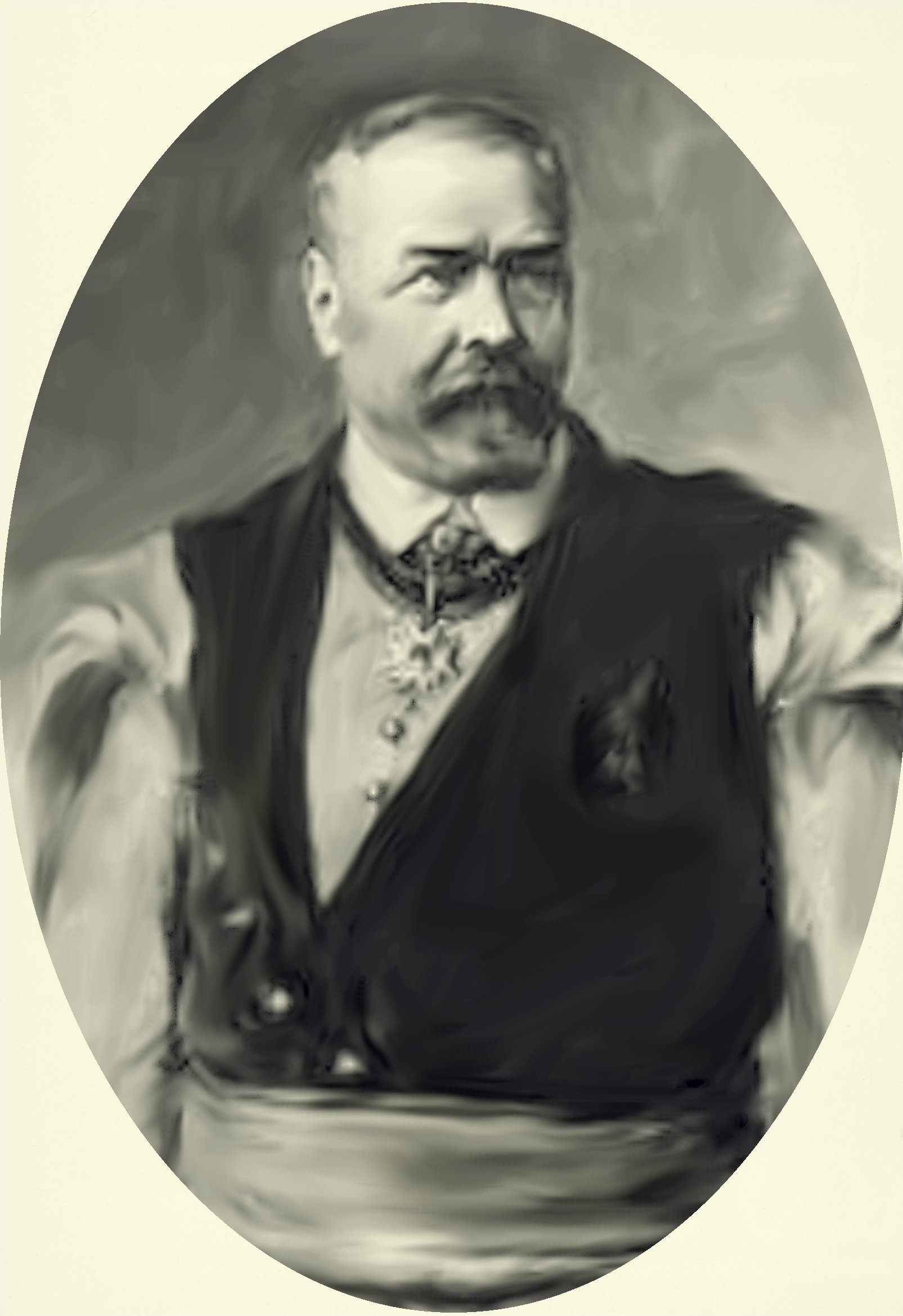
Иоганн Евангелист Гётц, основатель пивоварни.

Okocim («Око́чим» или «Око́цим», польское произношение: [ɔˈkɔt͡ɕim]) — пивоварня в Бжеско на юго-востоке Польши, основанная в 1845 году.

## История

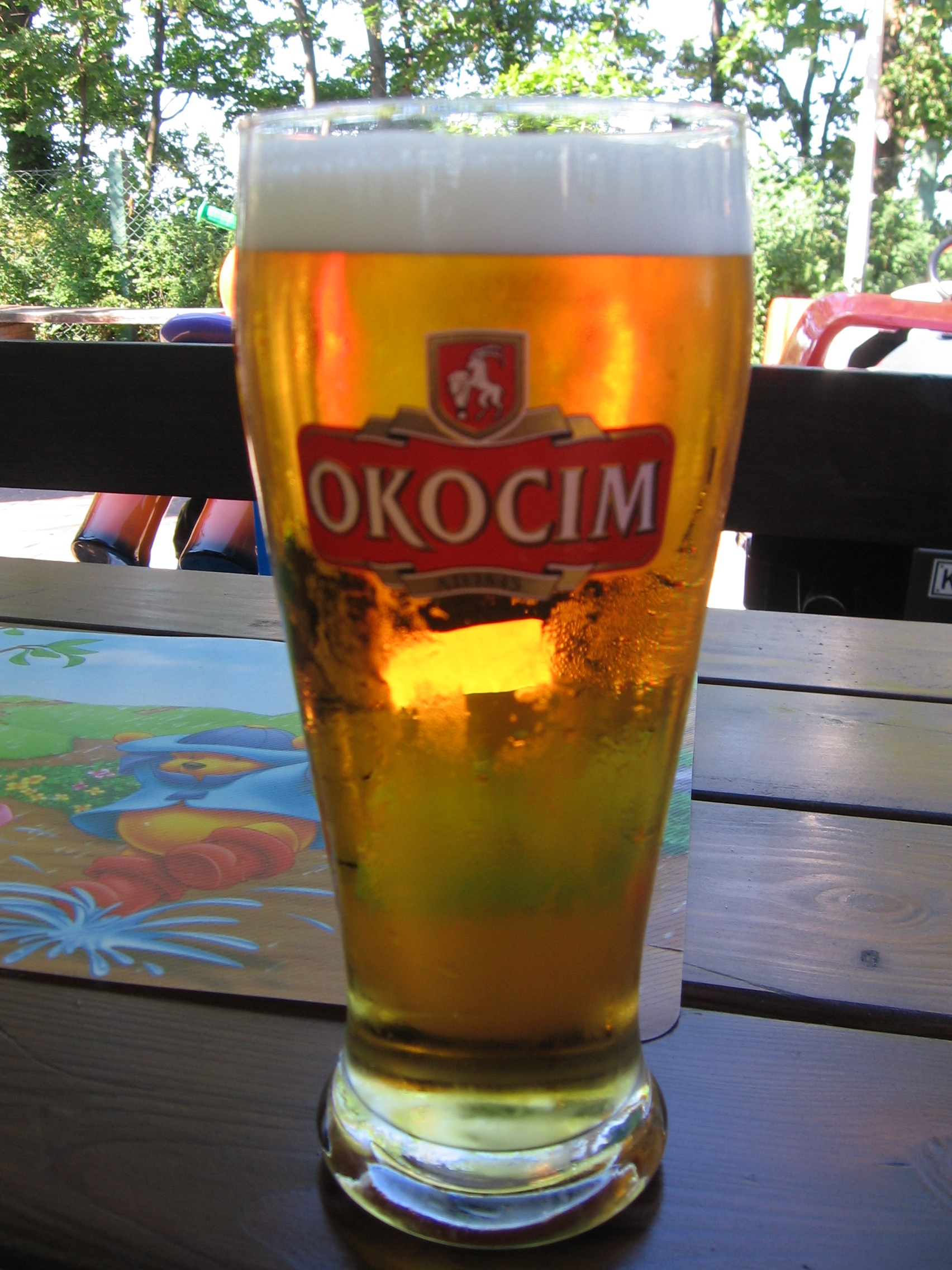
Пиво Okocim

Пивоварня была основана в 1845 году Иоганном Евангелистом Гётцем (1815—1893), немецким пивоваром, родившимся в Вюртемберге, вместе с Йозефом Нойманном из Австро-Венгрии и местным польским дворянином Юлианом Кодребски. Первая партия пива была сварена 23 февраля 1846 года. Во время Галицийского крестьянского восстания 1846 года, вдохновлённого австрийцами и направленного против польской знати, а также зажиточных купцов, Гётц едва спасся. Он выжил благодаря помощи местных друзей и тому факту, что работники его пивоварни встали на его защиту, подтвердив, что его бизнес обеспечивает хорошую оплату и достойные условия труда. В свою очередь, Гётц помог спасти жизнь Юлиану Кодребски, который частично финансировал его пивоварню, спрятав его в лесу на берегу реки Ушвица в Бжеско и предоставив ему еду, которую в течение десяти дней доставляли работники пивоварни.

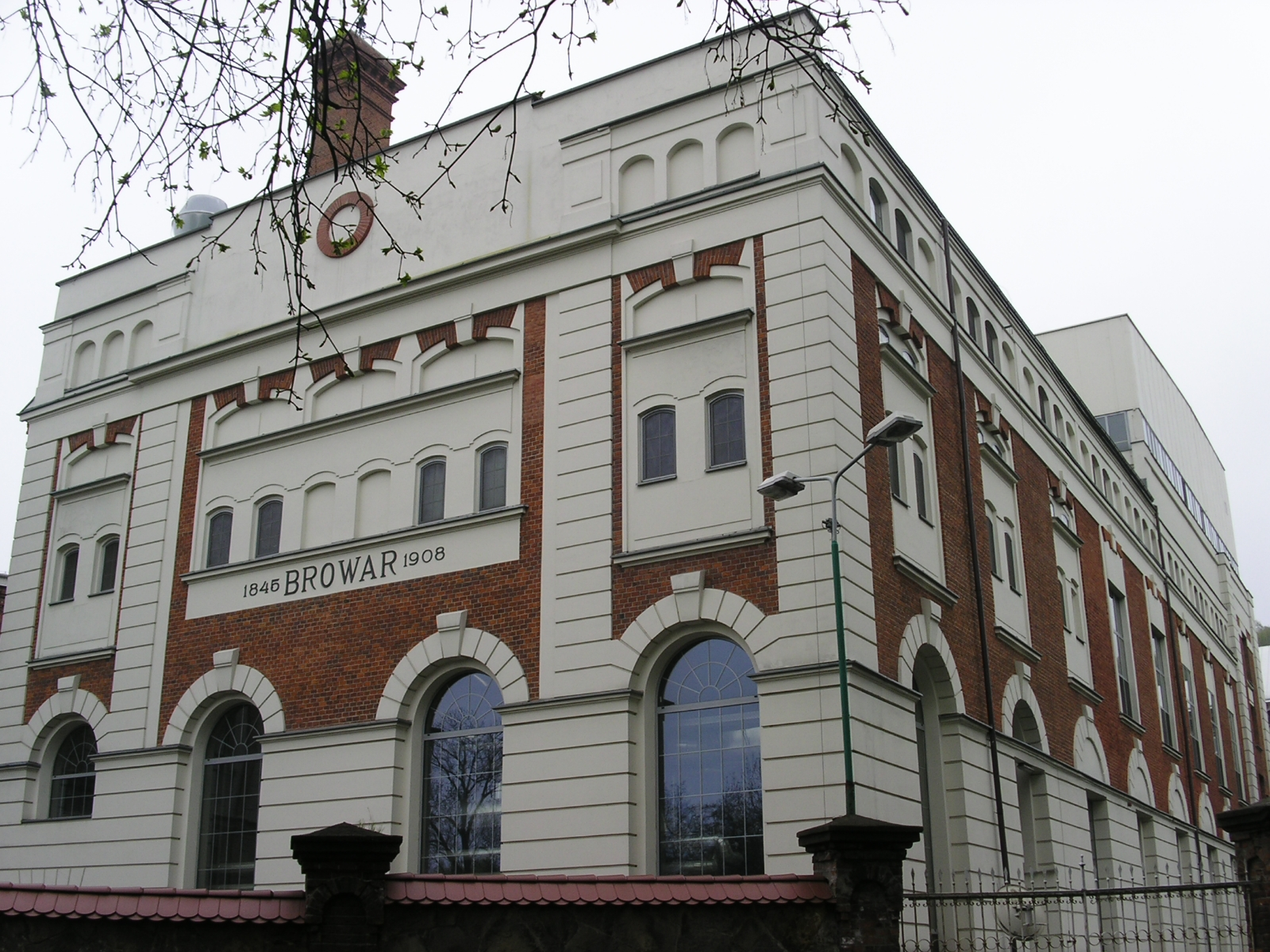
Здание пивоварни

После смерти Ноймана Гётц стал единственным владельцем пивоварни. Он модернизировал предприятие и расширил его, добавив в 1875 году солодовню. В 1884 году пивоварню посетил Я. К. Якобсен, основатель пивоварни Carlsberg в Дании.
После смерти Иоганна Евангелиста Гётца в 1893 году пивоварня перешла к его сыну Яну Альбину Гётцу. Ян Альбин ещё больше расширил семейный бизнес, женился на польской аристократке и сменил имя на Гётц-Окоцимски. Семья Гётц быстро ассимилировалась с польской культурой, стала польскими патриотами и занялась польской политикой. Среди прочего, они финансировали статую Адама Мицкевича, галерею и театр Юлиуша Словацкого в Кракове, внесли деньги на выкуп Вавельского замка у австрийских властей. Ян Альбин был также президентом Koło Polskie («Польский круг») в австрийском парламенте, а после восстановления независимости Польши сенатором польского сейма . Он построил частное железнодорожное сообщение между пивоварней и железнодорожной станцией Бжеско. Как самый богатый человек в Малой Польше в то время он также был филантропом и покровителем искусств; его портреты писали Станислав Выспянский и Яцек Мальчевский.

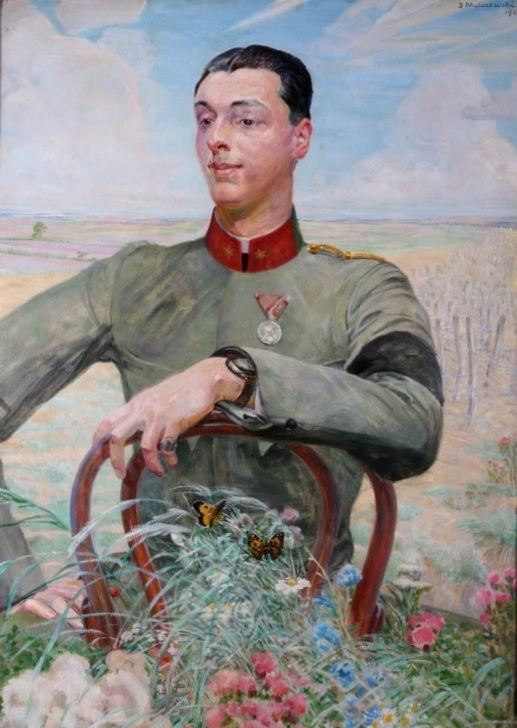
Портрет Антонио Яна Гетц-Окоцимиски работы Яцека Мальчевского.

На рубеже XX века пивоварня Okocim была крупнейшей на территории бывшей Речи Посполитой (которая была разделена между Россией, Австрией и Пруссией в конце XVIII века) и шестой по величине среди 1600 пивоварен на всех территориях Габсбургской империи. К 1911 году она была пятой по величине с годовым объёмом производства 380 тысяч гектолитров.
В 1930-х годах в недавно обретшей независимость Польше пивоварней управлял сын Яна Альбина, Антони Ян Гётц, который вступил во владение в 1931 году. Однако после вторжения Германии семья покинула Польшу и перебралась во Францию, и пивоварня была захвачена нацистами. Антони Ян Гётц умер в Найроби в 1962 году.
В конце войны, в 1945 году, пивоварня была национализирована коммунистическими властями Польской Народной Республики и преобразована в Okocimskie Zakłady Piwowarskie (пивоварни Okocim Beer Factory). В коммунистический период, наряду с пивоварней Żywiec, Okocim был одним из двух производителей пива, которым разрешалось продавать свою продукцию за пределами своего региона и за границу.
После падения коммунизма в 1990 году Okocim была преобразована в государственное предприятие, а затем продана с аукциона, реприватизирована и внесена в список на Варшавской фондовой бирже. С 1996 года пивоварня входит в состав Carlsberg Polska, Carlsberg Breweries A / S.
Дворец семьи Гётц-Окоцимски, который также был захвачен нацистами, а затем национализирован коммунистами, также был реприватизирован и продан потомкам семьи в 2007 году. В 2008 году дворец был перепродан частной паре, которая планирует превратить бывшую резиденцию Гётцев в пятизвёздочный отель и современный спа-центр, в котором будет возможность купаться в пиве, производимом на пивоварне.
Сегодня действует как минимум три варочных цеха. Пивоварня хорошо сохранилась и является классическим местом в современной истории пивоварения, хотя недавние дополнения расширили её и привели к появлению нескольких современных единиц оборудования.

## В культуре
В мелодраме Владимира Меньшова «Москва слезам не верит» (1979) ящик пива Okocim появляется в сцене пикника.  Это пиво поставлялось в Советский Союз, но в свободной продаже отсутствовало.